# Monte Botte Donato
El Monte Botte Donato es un monte italiano de 1.920 m s. n. m., en la provincia de Cosenza (Calabria). Se trata de la cima más alta de La Sila, situándose en concreto en la Sila Grande, en el municipio de Pedace a medio camino entre el lago Arvo y el lago Cecita. 
Durante el período invernal, se cubre de nieve y hay cuatro pistas de esquí, que constituyen el Complesso del Cavaliere di Lorica, el lugar está casi siempre lleno de turistas, de Italia y otros lugares de Europa.